# Asianellus festivus
Asianellus festivus is een spinnensoort in de taxonomische indeling van de springspinnen (Salticidae).
Het dier behoort tot het geslacht Asianellus. De wetenschappelijke naam van de soort werd voor het eerst geldig gepubliceerd in 1834 door Carl Ludwig Koch.